# Сајлоам (Џорџија)
Сајлоам (Џорџија) (енгл. Siloam) град је у америчкој савезној држави Џорџија. По попису становништва из 2010. у њему је живело 282 становника.

## Демографија
Према попису становништва из 2010. у граду је живело 282 становника, што је 49 (14,8%) становника мање него 2000. године.
| Група             | 2000.       | 2010.       |
| Белци             | 79 (23,9%)  | 75 (26,6%)  |
| Афроамериканци    | 242 (73,1%) | 199 (70,6%) |
| Азијати           | 2 (0,6%)    | 3 (1,1%)    |
| Хиспаноамериканци | 8 (2,4%)    | 1 (0,4%)    |
| Укупно            | 331         | 282         |